# Victims of Opium
Victims of Opium (xinès simplificat: 黑籍冤魂) Pel·lícula muda xinesa del 1916. Produïda per Huanxian Films i dirigida per Zhang Shichuan i Guan Haifeng.

## Estil i realització
Algunes fonts indiquen que  Americo Enrico Lauro , empresari, distribuïdor, exhibidor, productor i director de cinema italià, considerat com un dels pioners del desenvolupament de l'industria cinematogràfica a la Xina, el 1914 va rodar una versió  titulada "The Curse of Opium", centrada en els efectes negatius de l'ús de l'opi, on va col·laborar amb un grup d'artistes de teatre. Lauro va trobar moltes dificultats durant el procés de rodatge, per exemple, els actors xinesos no tenien formació en interpretació cinematogràfica i sempre els agradava mirar l'objectiu de la càmera, o el costum de que els papers femenins fossin representants per actors masculins. La pel·lícula no es va finalitzar, ni mai es va estrenar.
El 1916 la productora Huanxian, creada per Zhang Shichuan i Zheng Zhengqiu,  va filmar una. nova producció amb la direcció de Zhang Shichuan i Guan Haifeng. En la producció hi va col·laborar coma fotògraf Enrico Lauro  que va utilitzar escenes reals a l'aire lliure, amb un repartiment que provenia principalment del grup dramàtic "Minming Society".  La pel·lícula  amb  una narrativa dividida en quatre parts, com una obra de teatre,exposa l'efecta negatiu de l'opi en els individus i la societat i critica la ignorància de l'ètica familiar feudal. Un cop finalitzat el rodatge, la Huanxian Company va tancar per manca de fons, i aquesta pel·lícula es va convertir en la seva única obra. Després de la realització de la pel·lícula, es va projectar a Shanghai i a diverses ciutats amb cinemes.

## Argument
El film es basa en una obra de l 'Opera de Pequín de l'any 1908, durant el regnat de l'emperador Guangxu,  en els darrers anys de la Dinastia Qing i plena discussió política i social sobre el consum d'opi. L'obra va ser escrita originalment per Xu Fumin i revisada per Xia Yueshan, basada en la novel·la del mateix nom escrita per Wu Jianren. L'obra es va estrenar el 23 de juny de 1908), amb els actors Xia Yueshan, Qi Zhangdeng, Xiao Zihe i  Xiao Liansheng , entre altres. Durant la representació del film, es van vendre medicaments per deixar de fumar al moment, cosa que va despertar l'enuig dels traficants d'opi. Xia Yueshan i altres actors van rebre cartes amenaçadores,però van insistir a representar-la, cosa que va ser ben rebuda per l'opinió pública del moment.

#### Sinopsi
Zeng Bojia (o Zhen Fujie), un noi ric, va ser obligat a fumar opi pel seu pare per evitar que sortís a divertir-se. Quan Bojia es va enganxar a aquest mal hàbit, el seu pare se'n va penedir tant que va morir de dolor. Aviat, el fill de Bojia va morir per ingerir opi accidentalment, i la seva mare també va morir de dolor excessiu. La seva dona va intentar convèncer-lo que deixés de fumar, però va ser apallissat repetidament, i després es va suïcidar empassant-se opi cru. Només va deixar una filla, que va ser enganyada i venuda a la prostitució. Bojia estava sol al carrer, tirant d'un rickshaw per guanyar-se la vida. La seva filla estava de viatge de negocis i va anar a pujar al rickshaw de Bojia. El pare i la filla es van conèixer, però el propietari del bordell els va separar. Bojia tenia el cor trencat.
Un resum documental del film es pot veure a YouTube.

## Repartiment
En el repartiment destaca la presència del mateix director Zhang que interpreta el paper principal. Altres actors van ser  Zhang Lisheng, Xu Hanmei, Zha Tianying, Huang Xiaoya, Huang Youya, i Hong Jingling, entre altres.